# Olof Ribbing
Olof Ribbing, född 16 juni 1887 i Sankt Johannes församling i Stockholm, död 11 juni 1964 i Oscars församling i Stockholm, var en svensk officer och skribent.

## Biografi
Ribbing blev underlöjtnant vid Smålands husarregemente (K 4) 1909 och löjtnant där 1911. Han fortsatte sedan karriären vid Livgardet till häst (K l) 1917, blev kapten vid generalstaben 1922, major 1931, överstelöjtnant 1935 samt överste och chef för försvarsstabens krigshistoriska avdelning 1941–1950. Han bedrev språkstudier i Ryssland 1907, genomgick Ridskolan (RS) på Strömsholm 1910–1911 och Krigshögskolan (KHS) 1916–1918.
Ribbing var lärare i bland annat krigshistoria och strategi vid Finlands krigshögskola i Helsingfors 1924–1927 och lärare vid Krigshögskolan 1929–1935. Han var medlem i NF:s internationella kommitté för evakuering av frivilliga i Spanien 1938–1939, internationella krigshistoriska kommissionen i Paris 1950–1960 (hedersordförande), sekreterare med mera i allmänna försvarsföreningen, hedersledamot av föreningen Göteborgs sjöfartsmuseum 1950. Ribbing blev ledamot av Krigsvetenskapsakademien (LKrVA) 1939 och korresponderande ledamot i Örlogsmannasällskapet (korrLÖS) 1942.
Han var författare till Bombanfall mot Barcelona (1939), avdelning i Armén i Frihet o försvar (1941), Våra vapen (1943), Svensk krigskonst (1944) och Lennart Ribbing, en minnesskrift (1947). Han gav också ut broschyrer och uppsatser i militära och krigshistoriska ämnen. Han var redaktör för Vårt försvar 1921–1924 och från 1928 samt utgivare av Revue Internat d’Hist Mil, nord nr 55. Han skrev under signaturen O Rbg. 
Olof Ribbing var son till filosofie doktor Lennart Ribbing och Tora Melin. Första gången var han gift 1910–1933 med Ebba Ehrenborg (1891–1936), dotter till friherre Casper Ehrenborg och Ivi Natt o Dag. De fick tre barn: Pehr Ribbing (1911–1961; far till Magdalena Ribbing), Eva Ribbing (1916–1951) och Metta Ribbing (1917–2003), gift Mörner och Mangård. Andra gången var han gift 1934 till sin död med journalisten Gerd Ribbing (1889–1979), dotter till kamrer Karl Rehn och Anna Eriksson.
Olof Ribbing hade flera svenska och utländska utmärkelser. Han är begravd på Norra begravningsplatsen utanför Stockholm.

## Svenska utmärkelser
- Kommendör av Nordstjärneorden
- Riddare av Svärdsorden
- Riddare av Vasaorden

## Utländska utmärkelser
- Kommendör av Danska Dannebrogorden
- Riddare av 1 klass av Norska Sankt Olavs orden
- Riddare av 1 klass av Finlands Vita Ros orden
- Riddare av franska Hederslegionen
- Riddare av polska orden Polonia Restituta
- Riddare av 1 klass med vit dekoration av Spanska Militärförtjänstorden